# Carlo Stagno Villadicani d'Alcontres
Carlo Stagno Villadicani d'Alcontres, marchese della Floresta (Palermo, 21 dicembre 1912 – Barcellona Pozzo di Gotto, 18 marzo 1955), è stato un politico e dirigente sportivo italiano.

## Biografia

### Le origini
Esponente dell'antica famiglia nobiliare messinese degli Stagno d'Alcontres, principi di Montesalso e di Alcontres e di Palizzi, si laureò in giurisprudenza nell'università di Messina.
Figlio del marchese don Ferdinando Stagno Monroy d'Alcontres, già podestà di Messina durante il fascismo, e di donna Maria Teresa Villadicani dei principi di Mola, marchesi di Condagusta, baroni di Lando, Pirago e Cartolano e nipote del cardinale Francesco di Paola Villadecani.
Cugino in primo grado del principe Carlo Stagno d'Alcontres, deputato nella prima legislatura, di Ferdinando Stagno d'Alcontres presidente dell'Assemblea regionale siciliana (padre di Francesco Stagno d'Alcontres, deputato della Repubblica) e del più volte ministro Gaetano Martino, padre dell'ex ministro Antonio Martino).
Cavaliere d'onore e devozione del Sovrano Militare Ordine di Malta.

### Attività politica
Nel 1953, nelle seconde elezioni politiche per il parlamento, fu eletto a soli 40 anni e 5 mesi senatore della Repubblica, nella lista del Partito Liberale Italiano, nel collegio di Barcellona Pozzo di Gotto seguendo la corrente politica del cugino Gaetano Martino.
Dopo la morte venne proclamato in sua sostituzione al Senato l'on. Edoardo Battaglia il 24 aprile 1955.

### Attività sportiva
Appassionato sportivo, fu presidente del Messina dal 1948 al 1951 periodo nel quale ci fu la storica promozione in serie B.
Nel 1946 fondò a Barcellona Pozzo di Gotto la società di calcio "Igea Virtus", oggi denominata Associazione Sportiva Dilettantistica igea 1946.
Dopo la sua scomparsa (a 42 anni) gli è stato dedicato lo stadio di Barcellona Pozzo di Gotto, dove tuttora gioca l'Igea 1946.

### Vita privata
Dall'unione con donna Maria Adriana Mallandrino ha avuto cinque figli:  Ferdinando, Guglielmo, Maria Teresa, Francesca e Diana.

### Onorificenze
Cavalieri di onore e devozione Sovrano Militare Ordine Ospedaliero di San Giovanni di Gerusalemme di Rodi e di Malta